# Claire Steels
Claire Steels (* 9. November 1986 in Bourne) ist eine britische Radrennfahrerin.

## Sportlicher Werdegang
Nach Schule und Studium arbeitete Steels als Personal Trainer im heimischen Lincolnshire und betrieb Laufen und Hockey. Anfang 2015, mit 28 Jahren, kaufte sie ihr erstes Rennrad und begann mit Duathlon. Im Oktober des Jahres nahm sie in ihrer Altersgruppe an den Weltmeisterschaften in Adelaide teil und gewann zur eigenen Überraschung den Titel im Sprint. Im Jahr darauf wiederholte sie dies auf der Kurzdistanz.
2018 gab sie das Laufen auf und zog nach Mallorca, wo sie seither ein Fitnessstudio betreibt. Sie fuhr nebenbei regelmäßig Rennen auf den Britischen Inseln und gewann 2019 eines der bedeutendsten Rennen des irischen Kalenders, das Rás na mBan.
2020 wurde Steels vom spanischen Kontinentalteam Sopela unter Vertrag genommen und bestritt mit der Madrid Challenge erstmals ein Rennen der UCI Women’s WorldTour. 2022 gewann sie drei Rennen des spanischen Kalenders und hatte gute Resultate in der Tour de l’Ardèche.
Aufgrund dieser Ergebnisse wurde sie für 2023 von Israel Premier Tech Roland verpflichtet und konnte sich, nunmehr im Alter von 36 Jahren, erstmals voll dem professionellen Sport widmen. Sie hatte einige Top-Ten-Resultate in der WorldTour (Trofeo Binda, Tour de Suisse), erzielte ihren ersten professionellen Sieg im Eintagesrennen ReVolta, wurde Zweite bei den britischen Meisterschaften und fuhr die Tour de France Femmes 2023. Dazu vertrat sie Großbritannien bei den Weltmeisterschaften im eigenen Land sowie bei den Europameisterschaften. Im August 2023 erhielt sie einen Drei-Jahres-Vertrag bei Movistar.

## Erfolge
2023
ReVolta